# Аскія Мохаммад III
Аскія Мохаммад III аль-Хадж (д/н — 1586) — 9-й володар імперії Сонгаї в 1582—1586 роках. Своїми діями сприяв початку занепаду держави.

## Життєпис
Походив з династії Аскія. Старший син Аскії Дауда. Відзначався глибокими знаннями, замолоду відвідав Каїр, Багдад і Мекку, отримавши прізвисько аль-Хадж. З 1560-х років брав активну участь у військових походах проти фульбе, малінке, берберів та арабів.
1582 року після смерті батька зайняв столицю імперії — Гао, де оголосив себе новим правителем. В цей час його брат Фаран Мохаммад Бонкана, що обіймав посаду курмін-фарі (намісника західної частини імперії), рушив на Гао, оскільки батько планував передати владу саме йому. На шляху до столиці в Тімбукту каді аль-Акіб відмовив Бокану від початку боротьби за владу. Після цього той склав з себе усі повноваження та зайнявся богослов'ям в Тімбукту. Але під тиском почту 1583 року Аскія Мохаммад III наказав арештувати брата.
1583 року придушив повстання племен фульбе та в області Вагаду. Водночас відмовив марокканському султану Ахмаду I, що вимагав сплати мита в 1 міскаль золота за кожний в'юк солі з копалень Тегаза, які перед тим зайняли загони Сонгаї.
1584 року проти нього вибухнуло повстання на чолі з братом аль-Хаді, якого підтримало декілька інших його братів. Втім завдяки протиріччям між останніми Аскії Мохаммаду III вдалося придушити заколот. 1585 року марокканські війська захопили копальні Тегази.
1586 року його було повалено внаслідок нової змови братів Ісхака, Бано і Мохаммада Садека. Новий володарем став його брат Бано. Невдовзі колишній правитель помер за невідомих обставин.